# Speed Channel

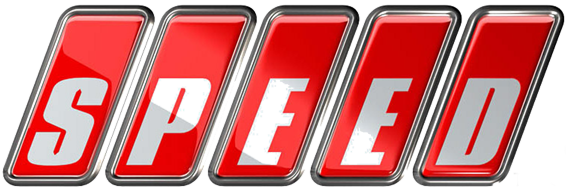
Logotyp

Speed Channel är en kanal med huvudsaklig inriktning mot motorsport. Kanalen lanserades av Roger Werner år 1996. År 2001 blev kanalen uppköpt av Rupert Murdoch. År 2002 bytte kanalen namn från att tidigare ha hetat SpeedVision till sitt nuvarande namn Speed Channel.

## Program
- 101 Cars You Must Drive
- American Muscle Car
- American Thunder
- Barrett-Jackson LIFE on the BLOCK
- Car Crazy
- Chop Cut Rebuild
- Drag Race High
- Dream Car Garage
- Ferrari Legends and Passions (Ferrari Leggenda E Passione)
- Formula 1 Debrief
- Forza Motorsport Showdown
- Go or Go Home
- Hot Import Nights
- Hot Rod Television
- Inside Grand Prix
- Livin' the Low Life
- Lucas Oil on the Edge
- MotorWeek
- NASCAR Confidential
- NASCAR in a Hurry
- NASCAR Live!
- NASCAR Performance
- NASCAR RaceDay
- NASCAR Trackside
- NASCAR Victory Lane
- Pass Time
- Pinks!
- PINKS All Out
- PINKS All Outtakes
- Setup
- SPEED Channel Test Drive
- Stacey David's Gearz
- Super Bikes!
- SuperCars Exposed
- Survival of the Fastest
- The Speed Report
- This Week in NASCAR
- Trackside
- Tradin' Paint
- Truck Universe
- Two Guys Garage
- Unique Whips
- WindTunnel with Dave Despain
- Wrecked - Life In The Crash Lane